# Агентство Республики Казахстан по делам государственной службы
Агентство Республики Казахстан по делам государственной службы (каз. Қазақстан Республикасының Мемлекеттік қызмет істері агенттігі) — государственный орган, непосредственно подчиненный и подотчетный Президенту Республики Казахстан, уполномоченный реализовывать единую государственную политику в сфере государственной службы.

## История
Агентство было создано по Указу Президента 18 сентября 1998 года.
Агентство Республики Казахстан по делам государственной службы Казахстана упраздняется с передачей функций по государственной службе вновь созданному Агентству по делам государственной службы и противодействию коррупции, заявил глава государства Нурсултан Назарбаев, выступая 6 августа 2014 года на расширенном заседании Правительства Казахстана.
Воссоздан в 2019 году. На данный момент председателем Агентства является Жазыкбаев Дархан Медегалиевич.

## Структура
На 2023 год:
- Административный департамент
- Департамент по дебюрократизации государственного аппарата, оценке и контролю за качеством оказания государственных услуг
- Департамент отбора на государственную службу
- Департамент по связям с общественностью
- Департамент стратегического планирования и анализа
- Департамент трансформации и цифровизации
- Департамент прохождения государственной службы
- Акционерное общество «Национальный центр по управлению персоналом государственной службы»
- Секретариат
- Департамент управления персоналом
- Служба внутреннего аудита
- Департамент контроля в сфере государственной службы
- Управление по защите государственных секретов и информационной безопасности
- Юридический департамент

## Председатели
| №  | Ф.И.О.                              | Дата начала и окончания работы на посту | Фото |
| 1  | Байменов Алихан Мухамедьевич        | 18 сентября 1998 — август 2000          |      |
| 2  | Турисбеков Заутбек Каусбекович      | август 2000 — 24 ноября 2003            |      |
| 3  | Абдрахимов Габидулла Рахматуллаевич | 24 ноября 2003 — 14 октября 2005        |      |
| 4  | Турисбеков Заутбек Каусбекович      | 14 октября 2005 — 14 ноября 2007        |      |
| 5  | Абдрахимов Габидулла Рахматуллаевич | 14 ноября 2007 — 13 октября 2008        |      |
| 6  | и.о. Орсариев Арын Амангельдиевич   | 13 октября 2008 — 25 августа 2009       |      |
| 7  | Нурпеисов Кайрат Айтмухамбетович    | 25 августа 2009 — 1 июля 2011           |      |
| 8  | Байменов Алихан Мухамедьевич        | с 1 июля 2011                           |      |
| 9  | Жаилганова Анар Нуралиевна          | 14 июнь 2019 — 10 январь 2022           |      |
| 10 | Жазыкбаев Дархан Медегалиевич       | 11 января 2022 — по настоящее время     |      |

## Ведомственные награды
В соответствии с Указом Президента Республики Казахстан от 30 сентября 2011 года № 155 «О вопросах государственных символов и геральдики ведомственных и иных, приравненных к ним, наград некоторых государственных органов, непосредственно подчиненных и подотчетных Президенту Республики Казахстан, Конституционного Совета Республики Казахстан, правоохранительных органов, судов, Вооруженных Сил, других войск и воинских формирований» ведомственной наградой Агентства Республики Казахстан по делам государственной службы считается нагрудный знак  «Үздік мемлекеттік қызметші» (Отличник государственной службы).
- Нагрудный знак «Отличник государственной службы»